# ليلة ثلاثاء العمالقة
ليلة ثلاثاء العمالقة بالإنجليزية Tuesday Night Titans (اختصار تي إن تي بالإنجليزية : TNT )  أشتهر هذا البرنامج بكونه برنامج حواري ومصارعة محترفة أنتجه اتحاد المصارعة العالمي (WWF). تم بثه على شبكة الولايات المتحدة الأمريكية في الفترة من 29 مايو 1984 إلى 24 سبتمبر 1986. بدأ العرض لمدة ساعتين في ليالي الثلاثاء من 29 مايو إلى 18 ديسمبر 1984. و من 4 يناير 1985 إلى 28 مارس 1986 ، تم قطع العرض لمدة ساعة وانتقل إلى ليالي الجمعة. و في 2 أبريل 1986 ، تم نقل العرض إلى ليالي الأربعاء ، حيث ظل هناك حتى الحلقة الأخيرة في 24 سبتمبر 1986. جميع حلقات ليلة ثلاثاء العمالقة متاحة على شبكة WWE ، باستثناء الحلقة 31.

## ملخص
من الأفضل تذكر هذا البرنامج لكونه محاكاة ساخرة لبرنامج حواري قياسي التي تم بثها في وقت متأخر من الليل ، حيث أجرى المُضيف فينس مكماهون و «ذا سايد كيك» اللورد ألفريد هايز مقابلات شخصية مع مصارعين من أتحاد WWF و قاموا بمشاركة في العرض. و بداً من الحلقة 87 ، حل جين أوكرلند محل مكمان كمُضيف ، وظل مُضيفًا لآخر 13 حلقة.
تم تسمية البرنامج تيمناً باسم الشركة الأم لـتيتان سبورتس المالكة لشركة دبليو دبليو أف في هذا الوقت . تم تسجيله في العرض مرافق في أوينجز ميلز ، ماريلاند ، إحدى ضواحي بالتيمور .
و تم إعادة بث حلقات TNT ضمن فقرة برامج كلاسيكيات الدبليو دبليو أي عند الطلب في الفترة من نوفمبر 2004 إلى فبراير 2009. و اعتبارًا من عام 2017 ، جميع الحلقات الـ 99 (باستثناء الحلقة 31) متاحة للبث على شبكة WWE .

## روابط خارجية
- ليلة ثلاثاء العمالقة  في قاعدة بيانات الأفلام على الإنترنت (بالإنجليزية)